# Amba (oceanijski jezik)
Amba jezik (ISO 639-3: utp; aba, nembao, utupua), jedan od tri utupujska jezika s otoka Utupua (Solomonski otoci) kojim govori oko 590 ljudi (1999 SIL) u selima Aveta, Matembo i Nembao u provinciji Temotu.
Pripada austronezijskoj porodici. U upotrebi je i pijin [pis]. Utupujsku skupinu čini s jezicima asumboa [aua] i tanibili [tbe], svi iz Solomonskih otoka. 

## Vanjske poveznice
- Ethnologue (14th)
- Ethnologue (15th)